# Танцюра Василь Іванович
Танцю́ра Васи́ль Іва́нович — (27 лютого 1937, с. Березівка Красноградського району Харківської області — 16 серпня 2024, Харків) — український історик, доктор історичних наук, професор філософського факультету Харківського національного університету імені В. Н. Каразіна.

## Біографія
Василь Танцюра народився 27 лютого 1937 року у с. Березівка на Харківщині.
У 1951–1955 роках навчався у Красноградському педагогічному училищі, а по тому протягом 1955–1956 років — на історико-філологічному факультеті Харківського державного педагогічного інституту імені Г. С Сковороди. У 1956–1960 роках навчався на історичному факультеті в Харківського державного університету імені О. М. Горького.
З 1964 по 1966 рік навчався в аспірантурі на кафедрі історії КПРС ХДУ імені О. М. Горького, по закінченні якої 1967 року захистив кандидатську дисертацію «Комсомол Харківщини — активний помічник Комуністичної партії в боротьбі за виконання семирічки в промисловості (1959–1965 pp.)».
З 1970 року працює у ХДУ ім. О. М. Горького.
У 1973–1977 роках був деканом підготовчого факультету для іноземних громадян, 1977–1982 рр. — проректором університету з навчальної роботи. З 1981 по 1999  рік обіймав посаду завідувача загальноуніверситетської кафедри історії КПРС (у 1990-х рр. — політичної історії, історії України).
1989 року захистив докторську дисертацію «Ідейно-політичне виховання молоді України в 1960–1980 pp.»
З 1999 р. працює на кафедрі українознавства філософського факультету Харківського національного університету імені В. Н. Каразіна.

## Науковий доробок
Опублікував понад 120 наукових праць, із них 3 монографії, 10 навчальних посібників. Підготував 25 кандидатів наук.
До наукових інтересів В. Танцюри належать питання політичної історії України та ролі молоді в політичному житті країни.
- Танцюра В. И. Идейно-политическое воспитание молодежи. — Х., 1987. — 150 с.
- Танцюра В. І. Політична історія України: Навчальний посібник / За ред. В. І. Танцюри. — 2-ге вид., доповн.. — К., 2008. — 552 с. (редактор, член аторського колективу)
- Танцюра В. І. Україна в період Другої світової війни: нові тенденції в історіографії питання // Вісник Харківського національного університету імені В. Н. Каразіна. — 2006 — № 715. — С. 83-86.
- Танцюра В. І. Голодомор 1932–1933 років: свідома політика геноциду чи просто помилка? // Вісник Харківського національного університету імені В. Н. Каразіна. — 2007. — № 767. — С. 163—166.
- Танцюра В. І. Политическая история Украины в современной историографии Российской Федерации // Альманах добрососедства. — М., 2009. — С. 23-27.

## Громадська робота
Керує обласною радою соціально-гуманітарних дисциплін ВНЗ І і II рівнів акредитації.
Працює заступником головного редактора «Вісника ХНУ імені В. Н. Каразіна. Серія Історія України. Українознавство: історичні та філософські науки».

## Нагороди
- Орден «Знак пошани»
- Почесна грамота Президії Верховної Ради УРСР